# Neoechinorhynchus hutchinsoni
Neoechinorhynchus hutchinsoni är en hakmaskart som beskrevs av T.K. Datta 1936. Neoechinorhynchus hutchinsoni ingår i släktet Neoechinorhynchus och familjen Neoechinorhynchidae. Inga underarter finns listade i Catalogue of Life.